# Rio Borboleta
O rio Borboleta é um curso de água que banha o estado do Paraná. 